# 南大洋副獅子魚
南大洋副獅子鱼，为輻鰭魚綱鮋形目杜父魚亞目狮子鱼科的其中一種。分布於南冰洋的南喬治亞島海域，屬深海底棲性魚類，棲息在水深2600公尺的海域，生活習性不明。